# Dicamba
Dicamba (ISO-naam) is een onkruidbestrijdingsmiddel en plantengroeiregelaar. Het is een derivaat van benzoëzuur.
Dicamba wordt ingezet in de landbouw, bij de teelt van maïs en andere graangewassen; voor het onkruidvrij houden van braakliggende terreinen en graslanden; en op gazons en grasvelden. Voor deze laatste toepassing wordt het samen met 2,4-D en soms nog andere herbiciden als MCPA en mecoprop-P in gecombineerde gazonmeststof-met-onkruidbestrijder-formules aangeboden. Het gehalte aan dicamba in gecombineerde producten voor het gazon is beperkt; typische waarden zijn ≤ 20 g/L in vloeibare producten en ≤ 0,1 % in vaste producten; dit is enkele malen kleiner dan het gehalte van de andere herbiciden.
Dicamba werd rond 1963 geïntroduceerd. De stof is opgenomen in de lijst van pesticiden die in de lidstaten van de Europese Unie mogen worden toegelaten.

## Werking
Dicamba bestrijdt tweezaadlobbige gewassen, zowel eenjarige als meerjarige. Het is een systemisch middel dat wordt opgenomen door de bladeren en zich door de hele plant verspreidt. Het is een synthetisch auxine (plantenhormoon).

## Toxicologie en veiligheid
Dicamba is matig toxisch. Het is een zuur, bijtend en irriterend voor de ogen en de huid.
De stof is goed oplosbaar in water. In de commerciële producten wordt een zout of ester van dicamba gebruikt, bijvoorbeeld dicamba-kalium, dicamba-natrium of dicamba-dimethylammonium, maar het gehalte aan de actieve stof wordt uitgedrukt als het vrije zuur.

## Dicamba-resistente gewassen
De Universiteit van Nebraska en Monsanto hebben genetisch gemodificeerde sojabonen en andere tweezaadlobbige gewassen ontwikkeld die dicamba-resistent zijn. Deze Dicamba-Ready-gewassen zouden de volgende generatie van herbicide-resistente gewassen moeten vormen, na de Roundup-Ready (glyfosaat-resistente) gewassen, die hun nut grotendeels verloren toen bleek dat er ook glyfosaat-tolerante en glyfosaat-resistente onkruidgewassen verschenen. Begin 2009 sloot Monsanto een overeenkomst met BASF, die een grote producent is van dicamba, voor de ontwikkeling van deze nieuwe generatie producten op basis van dicamba.